# CHIBI
『CHIBI』（チビ）は、高橋陽一の漫画作品。

## 概要
1992年から1993年にかけて『週刊少年ジャンプ』で連載された作品。単行本全6巻。主人公は身長が極端に低い中学3年生の仲本智で、あだ名は「チビ智」。運動音痴で何も取り柄が無く、いつもウジウジしていることから典型的ないじめられっ子。むごいいじめを受け、自殺を試みようと学校の屋上に登りフェンスを乗り越えようとするが級友の岩井耕介に止められ、それをきっかけにボクシングを始めどんどん強くなっていくストーリー。
連載終盤の時期にJリーグが開幕したため、高橋も『キャプテン翼』の再連載にそのまま差し替え、物語として中途半端なまま連載終了となった。その後、「完結編」という形で増刊にて連載終了後の続きに当たるエピソードが掲載されており（単行本最終巻である第6巻に収録）、物語として完結したものになっている。

## ストーリー

### 中学校編〈対 熊田虎吉〉
毎日むごたらしいいじめを受けていた仲本智は、同級生・岩井の「だったらお前もボクシングをやってみないか?」の一言に誘われて森川ボクシングジムの門を叩く。ジムでは生まれて初めてサンドバッグを叩いてみる。全く経験が無いため目茶苦茶なフォームでたたきまくるが、唯一岩井だけは仲本の隠された才能を見抜きつつがあった。そのひた向きさを認められ仲本は同ジムの入会が決定した。翌日、岩井は仲本が本格的にボクシングを始めることをクラスの全員に公言してしまう。それによって、その日のジムはいじめられっこ仲本のトレーニングの様子をからかう目的で見学に来る同級生らで埋め尽くされた。その揶揄三昧に仲本は挫けて挫折しようとするも、岩井の鼓舞激励によって息を吹き返しひたすらサンドバッグを叩き続ける。額から出血しても懸命な表情でサンドバッグに立ち向かう仲本のひたむきな姿にギャラリーの同級生らは唖然。からかい半分で来た自分たちに自己嫌悪が募ったのか、倦みあぐねて帰っていってしまった。仲本は彼らのからかいに勝利した。そして、拳から血を噴き出してもサンドバッグを叩き続けるその根性をほかの練習生からも認めてもらえた。
しかし喜びもつかの間、熱心に練習に励んでいる最中、療養から戻ってきたプロライセンサー・浜野からのとばっちりを受けたのだが何とか努力を認められる。一方、熊田は徐々に荒れていった。校内では暴力を振るい、ゲームセンターでからんできた高校生らを一気に叩き潰した。ある日、両親の不仲からくる熊田の不満は頂点に達し、仲本に対する本格的なヤキ入れを決行する。出前中の仲本を急襲し、出前の品をぶちまけ公園に連れて行き仲間と3人でリンチ。しかし、いつになく凄惨なリンチに子分2人は辟易してしまう。熊田の様子はおかしく、半ば目には涙を浮かべながら仲本に明らかな殺意を持っていた。仲本は鉄棒に思いっきり叩きつけられ血まみれ。出前に出たっきり帰ってこなかったため心配した岩井らに発見され即救急車で搬送、13針縫う重傷を負ったが一命を取り留めた。しかし、仲本は熊田を傷害罪で告訴することもなく、「これは自分と熊田君の些細なトラブルから起きたこと」と説明し熊田を庇護した。翌日、義憤に駆られた岩井は熊田を校舎裏に呼び出した。岩井は仲本の敵を打つべく熊田との決闘を決意していた。対する熊田も「お前とはいずれ決着をつけなければならないと思っていた」と述べ、まさに様相は一触即発の様相を呈していた。しかし、その様子を教師らに見つかってしまい、決闘は流れた。　
その後、仲本と熊田の学園祭での一騎討ちが毎日ひた向きに練習に励んでいた仲本を近所で見ていた熊田の1年生時の担任男性教諭の責任によって実現された。そして試合当日。全校生徒ほぼ全員が観戦する中で、レフェリーには浜田、セコンドには岩井と森川を迎え雌雄を決した一戦を迎えた。だが、試合が始まるや否や熊田の懐に飛び込んだ仲本が喰らったのは熊田のキックであった。場内は騒然とした。熊田は、仲本とはまともにボクシングの試合などやる気が無かった様である。熊田の目的は開かれたリングという場で仲本を公開処刑することであった。熊田は立て続けに仲本に馬乗りになり顔面パンチの雨あられを加えた。ボクシング対ケンカの異種格闘技戦の様相を呈してしまった。第2ラウンド、熊田はまともにボクシングルールで戦うのかと思いきや、見方は甘かった。しかし仲本は熊田の蹴りなどの猛攻をかい潜ってパンチを叩きこむ。ところが、一瞬のスキをついて首を捕まれてしまう。熊田は思い切り仲本の首を絞めあげ本気で殺そうとしてしまう。熊田の暴走にゴングは乱打、熊田の反則負けは決定するもそれでも横暴を極めた熊田に見かねた岩井ら仲本陣営や試合執行部はリングに乱入して熊田を取り押さえ、岩井は熊田の顔面にストレート一発お見舞いした。熊田は完全にいじけ「止めてやる」の一言でリングを降りようとする。せっかくの公開試合は熊田の破天荒を極めた横暴による反則負けで幕が降りようとしていた。しかしお人好しの仲本は熊田に「逃げちゃ駄目だよ」と近いうちの再戦を要求すると、「これ以上付きまとわれるのはごめんだ」との熊田の意志によりボクシングルールでの即時再戦が決定した。当初は熊田の傍若無人ぶりにブーイングの嵐だった観衆も、「まともに戦うのなら」という条件付きで熊田応援に回り、場内は熊田コールと仲本コールに二分された。熊田は徐々に心が動かされた。試合は仲本のカエル跳びアッパーと熊田の1発のメガトンパンチが勝敗のカギとなった。が、長い間ブランクのあった熊田はボクシングの感覚を忘れてしまってなかなかパンチが命中しない。一方の仲本は繰り返しかえる跳びアッパーを試みるものだから熊田に見透かされ反撃に遭ってしまう。そして終盤、両者の動きが止まったところで熊田の振り下ろしメガトンパンチと仲本のかえる跳びアッパーの相討ちとなった。両者ノックアウト。テンカウントギリギリで立ち上がったのは、仲本であった。熊田は立ち上がれない。仲本の勝利が決定し、仲本はリングで仁王立ちしたまま雄たけびを上げたかというとそのまままたばったりと倒れ意識を失ってしまった。1週間の入院後、久々に学校を訪ねてみると仲本はすっかり人気者になっていた。しかし喜ぶの持つかの間、自分が入院している間に怠っていた草花のことを思い出し、あわてて校舎裏の花壇に駆け込んだ。そこにいたのは相変わらずきれいに咲き乱れている草花とじょうろを持ってたたずんでいた熊田の後ろ姿であった。

### 藤波学園 前編〈1軍対2軍〉
ボクシングの名門藤波学園に入学した仲本は、ボクシング部の初日の新入生歓迎ロードワークに参加する。入学前より十分な基礎体力を培ってきた仲本にとっては30kmのロードワークは十分クリアできるものであったが、石倉の嫌がらせで足を負傷した野田を庇い、さらに市川とともに3人で2軍落ちが決定してしまった。米沢の指導のもと、頑張って1軍昇格を狙う決意をするのも束の間、そこで待っていたのは米倉による理不尽かつ凄惨なしごきであった。100人近くはいた2軍の練習生たちは、米倉のしごきによって翌日は10人に、最終的に5人にまで減ってしてしまい、そのうち一人も米倉の残忍酷薄に耐えかね退部を決意した上で米倉に殴りかかろうとするも返り討ちに遭ってしまう。しかし、懸命に練習について行った残る4人は米倉のしごきにも難なく耐えられるほどの基礎体力を蓄え、そして見かねた米倉が提起した片腕スパーリングで彼を打ちのめした。米倉は4人の実力と根性を認め降参し、関に1軍昇格を土下座して懇願し、乾の仲介によって、2軍の選手たちがそれぞれ1軍の選手に勝てた場合に1軍昇格を認めることが決定した。仲本たちとの和解により米倉は対抗戦に向けた2軍の指導を担当することが決まり、また、ずっと練習をさぼり続けてきた結城も対抗戦に参加することが決まった。仲本を2軍主将に任命し、5人は仲本が考えた熱血朝練と放課後はぶっ倒れるまで続けた実践スパーリングに励むことになる。
そして運命の対抗戦当日。試合開始前に米倉は対抗戦をプロ同様のノーヘッドギア・スリーノックアウト制にすることを提案し、それが1軍の選手が「ハンデくれって言うなら別だが同じルールなら1軍の負けはないから構わない」と承諾、了承された。そして迎えた第1試合。切り込み隊長の野田は、対戦相手としてウェイトの全く異なる石倉を指名し、その要求を是が非でも通すためにゴング前なのに対戦予定相手であった秋本春夫を殴り飛ばして失神させてしまう。これで遺恨清算マッチが決定し、野田は圧倒的な実力差で石倉を打ちのめしてしまう。続く第2試合の大野は、試合中に自分が元暴走族のリーダーであることを明かし、対戦相手の的場を右ストレートでマットに沈める。しかし、岩井以外の1軍は自身をエリートと自認し、2軍を落ちこぼれ呼ばわりしている。そして第3試合の市川の試合では、「体格の合う選手がいない」という理由だけで関の差し金により3年の釜田を差し出してきた。茫然自失の市川はあっけなく2回のダウンを奪われ絶体絶命となるも、仲本の叱咤激励により奮起し、必殺の「猛牛突進パンチ」で大逆転を収める。2軍は勝ち越しが決定する。4戦目の結城の試合では、対戦予定相手の石倉はすでに野田によって倒されてしまっており、よもや不戦勝かと思いきや、結城自身の要望により岩井との対戦が急遽決定した。結果は両者スリーダウンの引き分け。そして乾は2軍の実力と根性を認め米倉に脱帽し、仲本の1軍昇格は無条件で認められ、対抗戦は2軍の3勝1引き分けの大勝で終わった。しかし、そんな融和的ムードをぶち壊すかのように一人で黙々と練習を続けている、100年の一人の天才パンチャー三沢がいた。仲本は特別試合として三沢と対戦するが惜敗し、対抗戦では唯一仲本だけが負けてしまった。三沢はその年のインターハイでモスキート級を制覇したが、仲本・三沢共に自身の反省点・ボクシングスタイルを見直す事になる。

### 藤波学園 後編〈インターハイ〉
乾が故郷である仙台育進高校に転任したので、関監督と米倉コーチの布陣となり、新入生歓迎ロードワークは廃止され、1軍2軍は無くなったが厳しい練習について行ける者は僅か。ひ弱なエリート集団から雑草軍団に生まれ変わり、静岡県予選は全階級制覇する。当の仲本はモスキート級を4人の予選。トーナメント1回戦は難なく突破できたが、県大会決勝戦となる2回戦では卑劣な仮病（網膜剥離）作戦に出た対戦相手の石沢弘の謀略に乗ってしまい、試合中に顔面を一切狙えなくなってしまう。が、ボディーへの攻撃の身で勝利をつかむ。
そして全国インターハイは初っ端から波乱であった。会場の駅に到着するや、仲本の旧友である熊田が他校の生徒からリンチを受けて満身創痍での再開となった。大阪府代表の一本松圭吾一派である。一本松は、のちの人気のない公園で仲本を待ち伏せして襲撃、左足首に怪我を負わせ、その状態で仲本は開幕戦を迎えることになる。注目の1回戦、仲本の相手は奇しくも宮城県代表で乾監督の直弟子となる坂田留吉であった。坂田は、間の抜けた風貌ながらトリッキーな動きをする選手ではあるが実力的には仲本が苦戦する相手ではない。しかし片足を負傷したままの仲本は苦戦を強いられるも、最後には新必殺技ダブル・ボンバーを放ち坂田に逆転勝利。続く2回戦は東京都代表の新藤薫との対戦となった。新藤の類い希なる頭脳プレーで2Rまでもつれ込んだ仲本だったが、最後は逆転KO勝ちした。

## 登場人物
仲本智
本作品の主人公。いじめられっ子であったが、ボクシングを始めることでたくましく成長する。得意技はカエル飛びアッパー、ダブルボンバー等。いじめを受け人の痛みを知っていることから心優しく、またかなりのお人よし（読切では岩井と森川の恋の手助けをしている。）。中学時代は園芸部に所属していたため、植物に詳しい。インターハイ前に花村歩と出会い、花村とのことを言われると顔を赤らめている。花村のことが好きで、インターハイ編ではモスキート級制覇。花村は「美男子トリオ」に入ってないのねと言っている。野田はバンダム迄上げればいいとアドバイスしている他、結城と違いボクシングと花村を両立出来るほど器用な男じゃないと花村に語っている。
岩井耕介
仲本にとっては恩人のような存在。かつては熊田と共に森川ボクシングジムに通っていた。藤波学園インターハイ編では「美男子トリオ」の一人として下級生女子の人気が高かった。仲本を殺そうとした熊田の暴走に激怒して顔面を殴りつけた事もあった。インターハイ編ではフェザー級制覇。会長はプロ6回戦の実力があると言っており、浜野とも互角にスパーリング出来る。三沢はテクニックは一級品だが、アマよりプロ向きと評している。
熊田虎吉
中学校編での仲本の敵に当るキャラクター。中学一年の頃から岩井と共に森川ボクシングジムに通っていたが、両親の不仲など複雑な家庭環境故に次第に非行に走り、高校生数人相手に一人で喧嘩を売りに行ったり弱いもの虐めをしたりしていた。元は、男気のある性格で弱い者苛めなどしない人物だったという。仲本との無謀な試合後に改心したが、両親が離婚したため母親の元に身を寄せて北海道へ転校した。両親は当初はシルエットだけの描写、母親は仲本との試合後半、一コマだけ登場する。転校以後のインターハイ編でも離婚前の「熊田」姓を名乗っている。
インターハイ編では北海道の代表選手として相手をガードの上から弾き飛ばす「メガトンアッパー」を引っさげて久しぶりに登場する。だが、花村が一本松に電車内で強引なナンパをされているところに止めに入り、電車を下りる隙に一本松一味に不意打ちを喰らい袋叩きに遭い入院、病院のベッドで仲本と再会する事となり、大会は棄権となった。「仲本の友達なら、僕にとっても友達」との理由で敵討ちを買って出た市川に思いを託し、以後は仲本の応援に回る。
中学時代は仲本のことを「チビ智」と呼んでいたが、改心して和解し、高校に進学してから仲本と再会した時には「仲本」と呼び方を改めていることからもその改心ぶりがうかがえる。
森川理穂
森川ボクシングジムの会長の娘で、仲本達の同級生。岩井の恋人でもある。中学時代は岩井と共に仲本の良き理解者であり、からかい目的でジムに押し掛けてきた者たちに対して一喝している。ジムは立石駅近くに所在。
新庄健介
小6で仲本と同じ階級でライバル。実家はラーメン屋で出前の手伝いでフットワークの鍛錬をしている。岩井の弟分。
浜野正司
森川ジムのプロボクサーで日本ランキング5位。仲本を毛嫌いしていたが後に実力を認め、自身のグローブをあげる。腰痛持ち。
野田寛斎
関西弁の少年。乙女座で星座占いを信じている。仲本と同じくらい背が低く、「チビ」といわれることを忌み嫌う。そのため、それを言った石倉を叩きのめしたが、新入生歓迎ロードワークの際に仕返しされ二軍落ちする。自分を庇った為に二軍落ちし、二軍のリーダーとして精力的に活動した仲本を非常に気に入り信頼している。得意技の「マシンガンジャブ」はほとんど目には見えないほど。一年生当時は仲本より背が高かったが二年生になった頃にはあっさり抜かれていた。身長は抜かれたが肉付きの関係から野田はモスキート級から上のフライ級に回り、仲本に対しては、自分と階級が分かれて良かったなと嘯いたが、その直後の大野との会話では「実は自分の方こそ仲本と同じ階級でなくなりホッとしてる」と、仲本の驚異的な成長を認めている。中学生時代の異名は「道頓堀の虎」。インターハイ編ではフライ級制覇。寮は仲本、市川、石倉と同室。
市川茂一
巨体で、パワーも半端ではないが気が弱い。得意技は「猛牛突進」「メガトンパンチ」。同じ高橋の作品である『キャプテン翼』に登場する南葛市の出身（南葛市は、高校編の舞台となる藤波市の隣という設定。）。試合中、ダチョウ倶楽部のギャグを発することがある。ヘビー級なので食事制限はなく静岡県予選も唯一の出場者だったため、予選なしでインターハイ全国大会に出場できたので、他の部員から羨ましがられていると同時に「ガツガツ食べやがって」と睨まれており、困ったなぁと発言している。銀メダルを獲得。
石倉一平
横浜出身。藤波学園入寮初日に野田と喧嘩し、不意打ちを受けて気絶させられる。その仕返しに新入生歓迎ロードワークの際に疾走する野田の足を引っ掛けて転倒させ、二軍落ちさせる。しかし後の一軍対二軍の対抗戦で因縁マッチを組む事になり、野田から徹底的に仕返しを食らう羽目になった。中学生時代の異名は「横浜中華街の狼」。インターハイ編ではバンタム級1回戦敗退。その後一本松に囲まれていた野田を結城や大野と共に逃がすが、結局一本松一人に全員が叩きのめされた。
結城ナオト
藤波学園前編から登場。実力は岩井とほぼ互角だが、ロードワーク中でも平気でナンパをし始めたりなど、普段はおちゃらけており、自身もお調子者と豪語しており、どこか軽い性格で、そのせいで制限時間に間に合わず二軍落ちとなる。前編では入場テーマ曲にCHAGE and ASKAの「YAH YAH YAH」を流していた。その後のインターハイ出場をかけた県予選決勝では岩井と対戦し敗北し、インターハイ出場はならず。また、1軍ー2軍の対抗戦時の岩井戦でも、打つ手がなくなった結城に対して、自分の弱点を知っているかのような仲本のそぶりに気を取られた岩井と引き分けたのを見ても、実際の実力はパンチ力や攻め込みは岩井に劣るがフットワークは上（アマチュアルールでは手数の多い結城の闘い方が有利。）。藤波学園「美男子トリオ」の一人。周りの選手の得意技を簡単に真似る事ができる器用さと、女性との付き合いを両立出来るのが持ち味。寮は1人部屋。
大野豊
仲本と同じく2軍落ちした部員。地元出身なので自宅通学。ひたむきな練習姿を見て憧れを持つようになり、高校入学してボクシングで情熱を燃やそうとしていた。当社は平凡な部員を装っていたが、対抗戦で応援していた仲間が元暴走族の総長であることを明かしてしまう。けんかは相当強いと思われるが、ボクシングは素人なため打たれ強さ以外は大したことはなく、後のインターハイ出場の夢はかなわなかった。後に仲本を襲撃した一本松に石倉、結城達と共に挑みかかるが返り討ちにされた。
三沢郁也
藤波学園前編から登場。150年に1人しか現れないと言われるほどの逸材で、スパーリングで上級生部員をKOしている。クールで冷静沈着なファイトスタイルだったが、仲本戦では熱く打ち合いの末辛うじて勝利を収める。その後の発言で仲本は一番の強敵であったことを述べていた。藤波学園「美男子トリオ」の一人。身長は仲本より少し上。インターハイ編ではモスキート級（1年時）とライトフライ級制覇（2年時）。3年間で三階級制覇が目的であった。病院長の養子で、養父の反対を押し切り、藤波学園に入学した。当初は仲本をバカにし、1分で終わらすと豪語していたが思わぬ苦戦を強いられた。後に仲本をライバル視する。
相馬浩
あしたのジョーと同じ髪型の選手。１軍隊２軍の対抗戦では仲本と対戦する予定であった。江本とともに仲本の恋路を茶化す。
江本拓也
スキンヘッドが特徴。寮では岩井と三沢と同室。仲本と花村の恋仲を茶化す場面もある。
花村歩
インターハイ編直前より登場。1年生。初登場時に学園の花壇のため実家（花屋）より花の薬を持ってくるが、合う薬が分からないところに仲本と出会う。そのお礼に弁当を持ってきたが、野田は「一丁前に弁当まで作ってくれる彼女まで見つけるとは」と言っているが、「いい男に惚れたな」とも言っている。後にボクシング部マネージャー募集に志願し採用され、仲本を支える。仲本の彼女で（はっきりと場面で描かれてはいないが、周知の事実で熊田も言動から彼女だと認めてる。）、また森川と話している仲本を見たときは岩井の彼女とは知らずに仲本の彼女だと思い込み、プレイボーイだと思い泣いたり落ち込んでいたりと仲本のことが大事な存在である。相当なおっちょこちょいで、乗り遅れは日常、料理も砂糖と塩を間違えるが仲本への弁当はまともに作れる。IH予選では友人達は三沢戦終了後で帰ろうとしていたが、花村は仲本戦観戦が目的だったので最後まで観戦していた。
新堂薫
東京代表で、仲本とはIHで2回戦で戦う。ビデオ研究とパソコンを駆使した分析をボクシングに生かし、相手の攻撃をすべて交わす。周囲からは「パーフェクトボクサー」を言われていた。2Rまで仲本を大きくリードするが、コンピューターの分析を超えた仲本の攻撃に翻弄されて、最後は逆転KOで敗退した。なお、試合終了時間はコンピューターの予想通りであった。サウスポーでトリッキーな坂田よりオーソドックスな仲本のが対戦しやすいという理由で坂田の情報を仲本に提供する。
石沢弘
間島工業。網膜剥離だと嘘の情報を流し込み、県予選突破を目論むが仲本にボディーブロー一本で敗れる。
広田浩二
栃木県華厳高校。一本松らとは正反対の人格者で、一本松に襲われた仲本を助け怪我に気づいて湿布薬を渡すなど彼らを助けるものの準決勝で比嘉に敗れた。
坂田留吉
宮城県仙台育新高校1年。とぼけた顔をしており、口調も乱暴でパンチ力は無いが、乾の指導により手数は多くサウスポースタイルでトリッキーな動きをする。
一本松圭吾
インターハイ編から登場。大阪府代表。「浪速の暴れん坊」の異名で、物凄く有名な不良で通っており喧嘩では全て勝利を収め続けてきた。下駄を履いており、それを手に装着して喧嘩をする。怖いもの知らずだった「道頓堀の虎」野田ですら例外的に恐れていた人物で一度も戦ったことはなかったはずだが、一本松が高校から始めたというボクシングのスタイルを詳しく解説をした。一本松自身は野田の事は知っていたが、「道頓堀のネコ」呼ばわりして全く眼中に無かった（ただし高校でボクシングを始めたのは、野田が藤波学園＝静岡に進学をしたためとも語っていた。）。物凄く打たれ強く熊田の攻撃でも平然としていた。その戦いぶりは苛烈にして凄惨。必殺技は「千手観念パンチ」。熊田だけでなく、野田への闇討ちを阻止しようとした石倉、結城、大野たちをも一人で倒した。仲本との試合でも通常の攻撃は全然効いてなかったが、仲本が試合中偶然編み出した「コークスクリュー」によって敗北した。仲本に対しては、人が良すぎたために家族を路頭に迷わせてしまった父と重ね合わせて激しく敵意をむき出しにしていた。敗北後は、仲本の存在を潔く認めた。但し腰巾着の4人は弱く、ほぼ1 - 2回戦で敗退している。
比嘉隼人
インターハイ決勝で仲本と対決する沖縄県ハブ島高校の選手。琉球空手を取り入れたスタイルが特徴。三沢を一方的にライバル視しているが三沢には相手にされていない。決勝戦で仲本との対決を約束していた、人格者であり実力者・広田を準決勝であっけなく下し、仲本と共に試合を観戦した野田は「あいつは一本松以上の強敵かもしれない」と評した。必殺技はガードの隙間を縫って入り込んで来るダウンを狙える左ジャブ「猛毒ハブパンチ」と一撃必倒の右ストレート「ライトハンドスネーク」。決勝戦では仲本のコークスクリューによって下半身に限定的なダメージを受けてしまい、ダウンした時は余力は十分あったものの「足に来て」10カウント内に立ち上がれず負けてしまった。
米倉強
藤波学園ボクシング部二軍コーチ。当初、二軍落ちした仲本らに凄惨で理不尽なしごきを繰り返すが、コーチとは肩書きだけで実際は雑用係で関や乾の命令で、戦力外の二軍部員が嫌になって辞めて行くように仕向けるためだった。仲本達の以前の二軍選手達も同じやり方で辞めて行き、いつしか付けられたあだ名が「辞めさせヨネ」。かつては二軍から唯一一軍に昇格した選手だったが、あまりにも惨めな負け方をし、おもらしまでしたために「藤波の恥」とまで言われ軽んじられていた。自身が課したしごきに耐え、自分とのスパーリングでも強さを見せ付けた仲本達を、「お前らは俺がどんなにしごいてもやめたりしないだろう」と認め「かつての情けない自分とこいつらは違う！」と主張して一軍昇格を直訴。一軍との対抗戦が組まれるきっかけを作った。その直後、仲本たちに散々しごいた自分に二軍側のコーチを引き続き依頼され感激して涙ぐみ、そんな彼を見て野田が仲本にこっそり「この人、ほんまはええ人なんちゃうか？」と評した。仲本達の二年生時には乾の転任、関の監督昇格に伴いコーチとなった。対抗戦のルールをアマチュアルールではなく、ヘッドギア無しのプロルールを提案した。
関一夫
一軍コーチ。一見緘黙で冷静そうな様相であるが、指導者でありながら二軍部員や米倉を馬鹿にしている。いつまでも二軍部員を全員退部させることができないでいる米倉を人気のない所に呼び出して殴り、早く全員を辞めさせるように脅すなど、指導者としての人格・資質には疑問を呈さざるを得ないような人物だったが、二軍との対抗戦で負け越したことにより二軍選手に対して脱帽する。以降は指導者としての在り方を改め、翌年、乾の転任により後任の監督に就任する。
乾
藤波学園ボクシング部監督。野田の「一軍が優れているなら二軍と勝負させろ」という言葉にも一理あると対抗戦を快諾。2軍落ちした野田と結城は一軍の実力があると期待していた。仲本らが2年生に進級する頃には新設校・仙台育新高校に転任してしまうが、指導力は定評があり、インターハイの際には坂田という見栄えのぱっとしない新入生選手を連れてきた。森川の父とは同窓生。なお、新入生歓迎ロードワークでは自ら足切りしてゴール出来なかった新入部員に退部を命じるなどしていたため、監督でありながら長年に亘って「悪しき伝統」を率先して行っていた人物でもある。